# Hauerita
L'hauerita és un mineral de la classe dels sulfurs. Va ser descoberta l'any 1846 a una mina prop de Banská Bystrica, a Eslovàquia, i rep el seu nom en honor dels dos geòlegs austríacs que la van estudiar: Joseph R. Hauer (1778-1803) i Franz R. Hauer (1822-1899). Pertany al grup pirita de minerals.

## Característiques
L'hauerita és un sulfur simple de manganès, encara que és freqüent que porti com a impureses ferro i silici. De la mateixa manera que tots els membres del grup de la pirita en què s'enquadra, cristal·litza sistema cristal·lí cúbic. L'hàbit sol ser granular massiu i/o agregats globulars quan es troba en granit, mentre que a la resta de roques sol tenir cristalls octaèdrics de cares ben formades. La seva duresa és de 4 a l'escala de Mohs, de fractura desigual i d'exfoliació perfecta en {100} i {001}.
Segons la classificació de Nickel-Strunz, l'hauerita pertany a «02.EA: Sulfurs metàl·lics, M:S = 1:2, amb Fe, Co, Ni, PGE, etc.» juntament amb els següents minerals: aurostibita, bambollaita, cattierita, erlichmanita, fukuchilita, geversita, insizwaita, krutaita, laurita, penroseita, pirita, sperrylita, trogtalita, vaesita, villamaninita, dzharkenita, gaotaiita, alloclasita, costibita, ferroselita, frohbergita, glaucodot, kullerudita, marcassita, mattagamita, paracostibita, pararammelsbergita, oenita, anduoita, clinosafflorita, löllingita, nisbita, omeiita, paxita, rammelsbergita, safflorita, seinäjokita, arsenopirita, gudmundita, osarsita, ruarsita, cobaltita, gersdorffita, hol·lingworthita, irarsita, jolliffeita, krutovita, maslovita, michenerita, padmaita, platarsita, testibiopal·ladita, tolovkita, ullmannita, willyamita, changchengita, mayingita, hollingsworthita, kalungaita, milotaita, urvantsevita i rheniita.

## Formació i jaciments
És un mineral format a baixa temperatura, comunament associat amb aigües solfatàriques en zones volcàniques i amb dipòsits de sals marines, dipòsits d'argila rica en sofre i a partir de roques extrusives descompostes. Sol trobar-se associada a altres minerals com: sofre natiu, realgar, guix o calcita.